# Калист II Цариградски
Калист II Цариградски, познат и као Калист Ксантопулос (грч. Ξανθόπουλος), био је византијски исихаста, монах, књиженик, богослов и цариградски патријарх од 1397. године.
Био је на челу Васељенске патријаршије у време владавине византијског цара Манојла II Палеолога, и у то време Цариград је био под опсадом турског султана Бајазита I.
Прозван је Ксантопулос (грч. Ξανθόπουλος) по келији Ксантопулв на Светој Гори, где се он дуго подвизавао са својим пријатељем Игњатијем. Заједно са њим (такође познат као Игњатије Ксантопулос) описао је свој монашки живот у 100 глава. Ово дело заузима врло важно место у подвижничкој књижевности.
Калист је био под великим утицајем свога учитеља Светог Григорија Синаита, чије је житије он написао.
Умро је на свом путовању по Србији, у граду Серу.
Православна црква прославља патријарха Калиста 22. новембра по јулијанском календару.